# École nationale de l'aviation civile
De École nationale de l'aviation civile, ook wel ENAC, is een in 1949 opgerichte grande école (technische universiteit) in de Franse stad Toulouse. De school is geen onderdeel van de Universiteit van Toulouse, maar werkt daar wel mee samen in het consortium Université fédérale de Toulouse Midi-Pyrénées.

## Diploma
Mensen met een diploma van van de ENAC worden bijvoorbeeld technisch manager of onderzoeker in een werkbouwkundige omgeving.
Diploma's die te behalen zijn:
- Ingenieursdiploma Master : 'Ingénieur ENAC' (300 ECTS)
- Mastère Spécialisé, een eenjarige opleiding voor verdere specialisatie[2].

Daarnaast kunnen studenten een MOOC volgen.

## Bekende alumni
- Jean-Baptiste Djebbari, Frans politicus
- Gérard Feldzer, Franse vlieger
- Robert Redeker, Frans schrijver